# Яворницьке (станція)
Яворницьке — проміжна залізнична станція 3-го класу Дніпровської дирекції Придніпровської залізниці на електрифікованій лінії Нижньодніпровськ-Вузол — Синельникове II між станціями Ігрень (12 км) та Синельникове II (21 км). Розташована в однойменному селищі Синельниківського району Дніпропетровської області.

## Історія

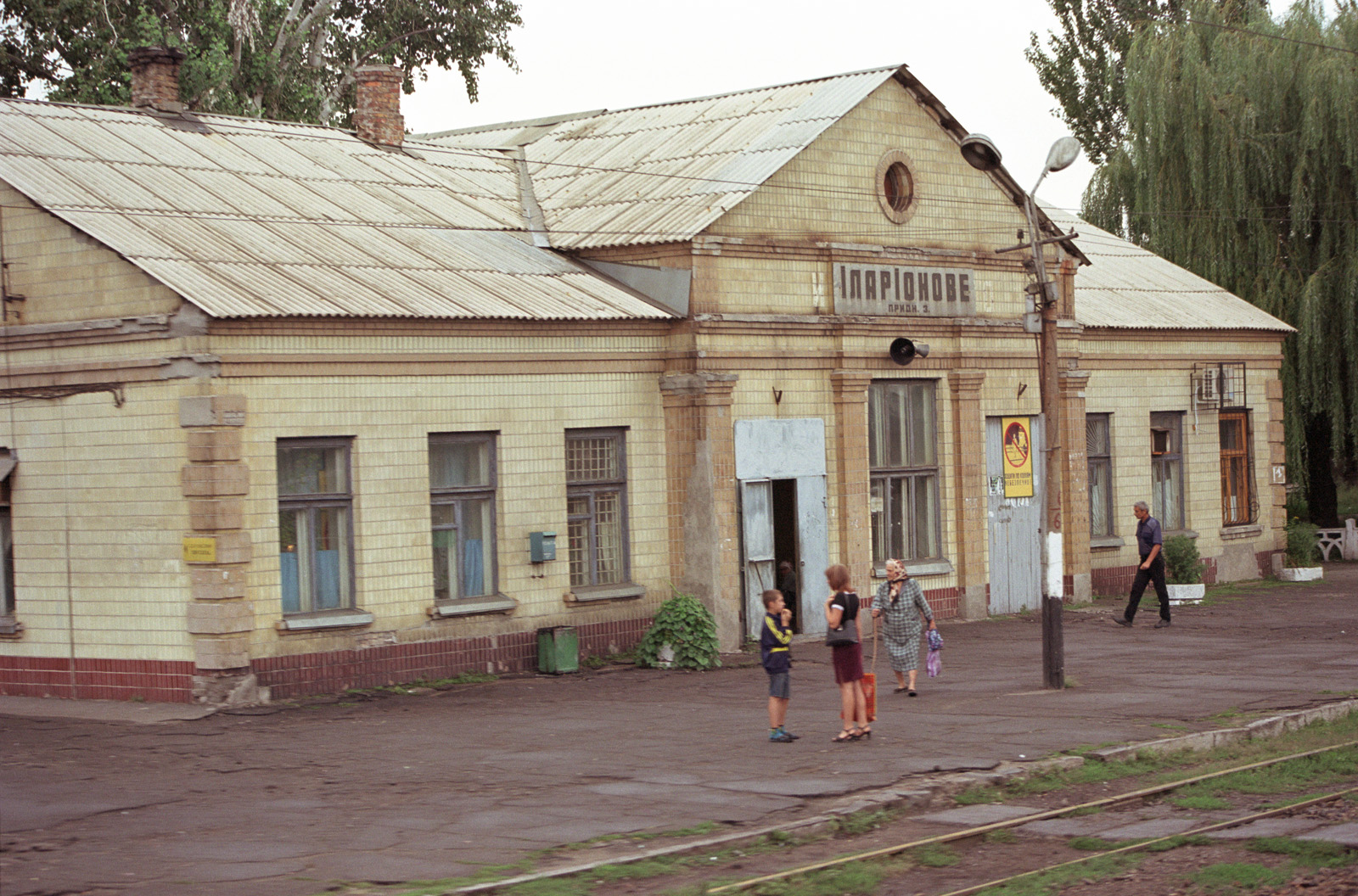
Вокзал станції з колишньою назвою Іларіонове

Станція відкрита 15 листопада 1873 року під час будівництва дільниці Катеринослав — Синельникове приватної Лозово-Севастопольської залізниці. Первинна назва станції — Іванівка, яка походила від однойменного села.
У 1897 році станція перейменована на Іларіонове — на честь колишнього землевласника Катеринославської губернії графа Іларіона Воронцова-Дашкова, якому в районі лише цієї станції належало 9 000 десятин землі. Завдяки графу було споруджено водозабірний пристрій, від якого було проведено водогін до самої станції. Іларіон Воронцов-Дашков відомий ще тим, що він вперше використовував енергію падаючої води дніпровського Кодацького порога, встановивши турбіну. На станції паровози заправлялися водою, а при необхідності і паливом.
У 1959 році станція електрифікована постійним струмом (=3 кВ) в складі дільниці Нижньодніпровськ — Синельникове.
17 січня 2025 року постановою Кабінету Міністрів України станцію 
Іларіонове перейменовано на Яворницьке.

## Пасажирське сполучення
На станції Яворницьке зупиняються приміські електропоїзди Дніпровського та Синельниківського напрямків.